# Massimo Arduini
Massimo Arduini (Milano, 4 febbraio 1960) è un pilota automobilistico italiano, vincitore del campionato italiano turismo nel 2008 con il team GPS Mercurio.
Nel 2014 e nel 2015 ha preso parte al Campionato Italiano Turismo Endurance.
Nel 2016 ha ricoperto il ruolo di team principal della scuderia 2T Course & Reglage e Procar Motorsport, che ha ottenuto il secondo posto nella finale del Trofeo Italia Turismo al Motor Show di Bologna e ha partecipato al Campionato Italiano Turismo 2016. L'anno seguente ha preso il via al TCR Italy Touring Car Championship 2017.

## Palmarès
- Campionato italiano superturismo: 1
2008 su Honda